# Mateada Tecnológica

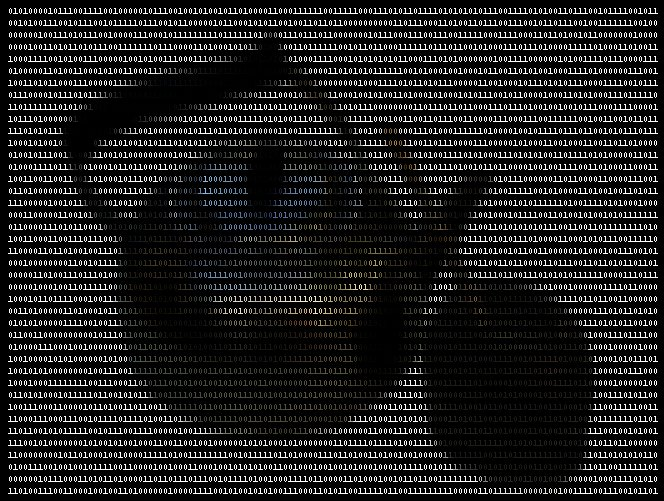
Mate y pava en Ascii Art que ilusta la página oficial del programa.

Mateada Tecnológica es un programa de radio que se emite desde la radio comunitaria Kalewche de la ciudad de Esquel, Chubut, Argentina y es conducido por los profesores en Tecnología Ariel Frías (Pibe Ariel), Germán Horak (Horacio PelaTek) y Agustín Gigli (Sr. Tín).
El primer programa se emitió el 16 de abril de 2010 desde la radio escolar FM713 del colegio 713 de la ciudad de Esquel, Argentina.
El programa se distribuye en forma libre, pudiendo ser escuchado en línea o descargado desde su sitio web oficial.

## Programas emitidos
Hasta el momento se han emitido 16 programas
1. 16 de abril de 2010. Dedicado al tema "Dependencia a los objetos cotidianos".
2. 23 de abril de 2010. Dedicado al tema "Objetos desechables (1.ª parte)"
3. 30 de abril de 2010. Dedicado al tema "Objetos desechables (2.ª parte)"
4. 7 de mayo de 2010. Dedicado al tema "Normas"
5. 14 de mayo de 2010. Dedicado al tema "Recursos energéticos locales".
6. 21 de mayo de 2010. Dedicado al tema "Bicentenario".
7. 28 de mayo de 2010. Dedicado al tema "Tecnología y seguridad".
8. 4 de junio de 2010. Dedicado al tema "La Tecnología y el fútbol".
9. 11 de junio de 2010. Dedicado al tema "La Tecnología y los transportes".
10. 18 de junio de 2010. Dedicado al tema "La Tecnología y el Cine".
11. 25 de junio de 2010. Dedicado al tema "La Tecnología y el Clima".
12. 2 de julio de 2010. Dedicado al tema "La Tecnología y el Tiempo Libre".
13. 30 de julio de 2010. Dedicado al tema "La Tecnología y el Frío".
14. 6 de agosto de 2010. Dedicado al tema "La Tecnología y los medicamentos".
15. 20 de agosto de 2010. Dedicado al tema "La Tecnología y el Tiempo (cronológico)".
16. 3 de septiembre de 2010. Dedicado al tema "La Tecnología y los planes de contingencia".
17. 10 de septiembre de 2010. Dedicado al tema "La tecnología y la ciencia ficción".
18. 17 de septiembre de 2010. Dedicado al tema "La tecnología y los deportes extremos".
19. 24 de septiembre de 2010. Dedicado al tema "La tecnología y la inmigración".
20. 1 de octubre de 2010. Dedicado al tema "La tecnología casera".
21. 7 de octubre de 2010. Dedicado al tema "Maratón Tecnológica en Caleta Olivia". Emitido y grabado desde el estudio de la FM Municipal de Caleta Olivia, Santa Cruz.
22. 15 de octubre de 2010. Dedicado al tema "La tecnología y los primeros viajes de los españoles a América".
23. 22 de octubre de 2010. Dedicado al tema "Automatismos".
24. 29 de octubre de 2010. Dedicado al tema "La tecnología precolombina".
25. 12 de noviembre de 2010. Dedicado a una extensa charla con Susana Leliwa.
26. 19 de noviembre de 2010. Dedicado a una charla con Luis Doval y un trabajo de investigación sobre la educación técnica y el área de Educación Tecnológica.
27. 26 de noviembre de 2010. Dedicado al proyecto de software libre en el colegio 713 y a las propuestas del Ceret Esquel.
28. 3 de diciembre de 2010. Dedicado al tema "La tecnología y la música".

## Radios que emiten el programa
- FM 713 de la ciudad de Esquel, Chubut, Argentina

- FM del Viento de Colán Conhué, Chubut, Argentina

- FM de la escuela 97 de Aldea Las Pampas, Comuna Rural Atilio Viglione, Chubut, Argentina